# Lobodesmus granosus
Lobodesmus granosus är en mångfotingart som beskrevs av Loomis 1936. Lobodesmus granosus ingår i släktet Lobodesmus och familjen fingerdubbelfotingar. Inga underarter finns listade i Catalogue of Life.